# Sandro Viletta
Sandro Viletta (* 23. ledna 1986, La Punt Chamues-ch, Švýcarsko) je bývalý švýcarský alpský lyžař.
Na olympijských hrách v Soči roku 2014 vyhrál závod v kombinaci. Jeho nejlepším výsledkem na mistrovství světa bylo páté místo v kombinaci roku 2013. Ve světovém poháru vyhrál jeden závod. V roce 2014 byl v kombinaci celkově čtvrtý. Závodění musel přerušit roku 2016 poté, co ošklivě upadl při závodě ve Val-d'Isère. Odvezl ho vrtulník do nemocnice, kde mu bylo diagnostikováno přetržení zkříženého vazu v pravém koleni. Zkoušel se po vyléčení rozjezdit v Evropském poháru, ale do seriálu světového poháru už se nevrátil. Definitivně ukončil kariéru roku 2018.